# Leichtathletik-Weltmeisterschaften 2013/4 × 100 m der Männer
Die 4-mal-100-Meter-Staffel der Männer bei den Leichtathletik-Weltmeisterschaften 2013 wurde am 18. August 2013 im Olympiastadion Luschniki der russischen Hauptstadt Moskau ausgetragen.
Weltmeister wurde Jamaika in der Besetzung Nesta Carter, Kemar Bailey-Cole, Nickel Ashmeade (Finale) und Usain Bolt (Finale) sowie den im Vorlauf außerdem eingesetzten Warren Weir und Oshane Bailey.

Den zweiten Platz belegten die Vereinigten Staaten mit Charles Silmon, Mike Rodgers, Rakieem Salaam und Justin Gatlin.

Bronze ging an Kanada (Gavin Smellie, Aaron Brown, Dontae Richards-Kwok, Justyn Warner).
Auch die beiden nur im Vorlauf eingesetzten jamaikanischen Läufer erhielten Goldmedaillen. Rekorde und Bestleistungen standen dagegen nur den tatsächlich laufenden Athleten zu.

## Bestehende Rekorde
| Weltrekord | 36,84 s | Jamaika (Nesta Carter, Michael Frater, Yohan Blake, Usain Bolt) | OS 2012 in London, Großbritannien | 11. August 2012   |
| WM-Rekord  | 37,04 s | Jamaika (Nesta Carter, Michael Frater, Yohan Blake, Usain Bolt) | WM 2011 in Daegu, Südkorea        | 4. September 2011 |

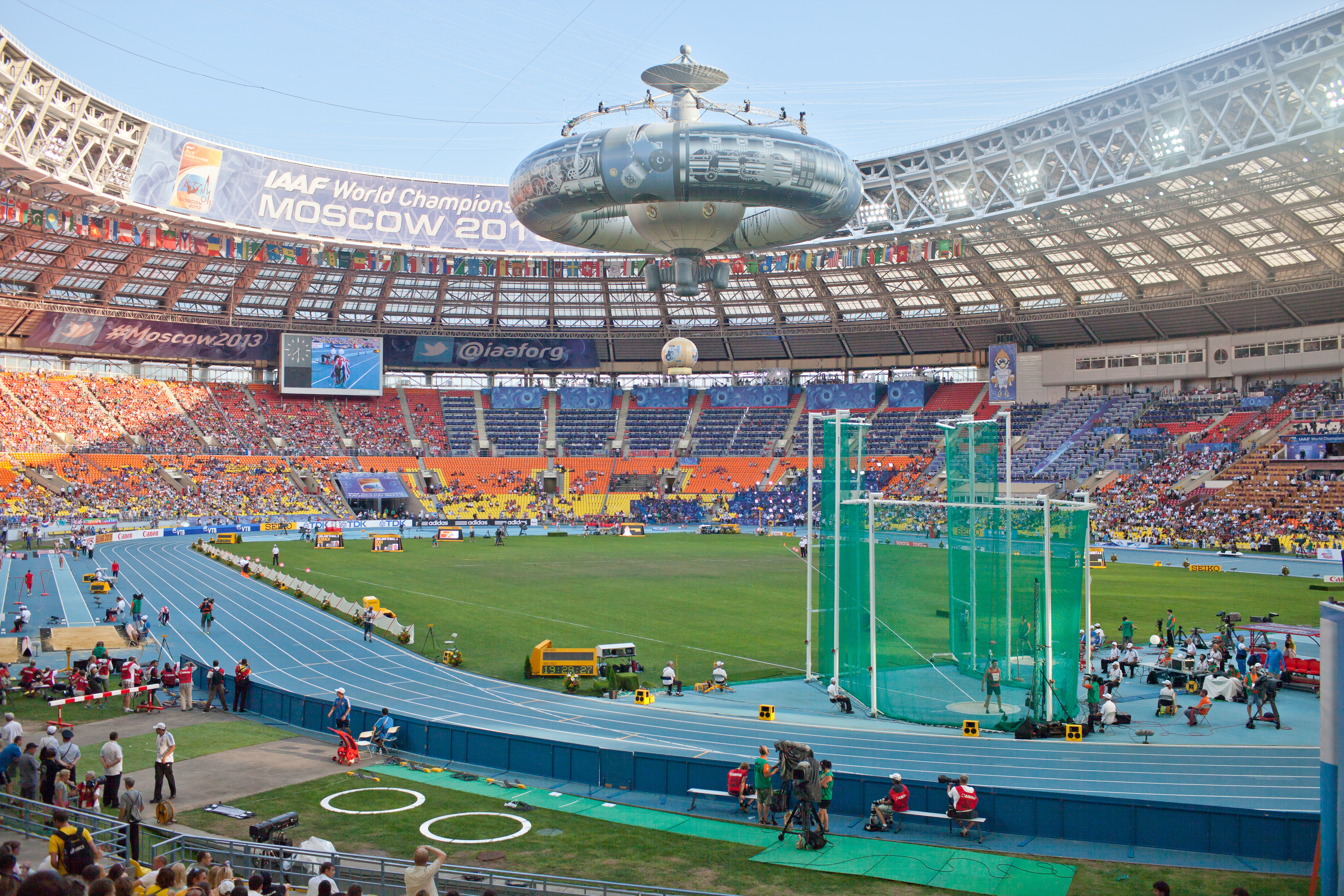
Das Olympiastadion Luschniki während der Weltmeisterschaften

Der bestehende WM-Rekord wurde bei diesen Weltmeisterschaften nicht eingestellt und nicht verbessert.
Es gab eine Weltjahresbestleistung und drei Landesrekorde.
- Weltjahresbestleistung:
  - 37,36 s – Jamaika (Nesta Carter, Kemar Bailey-Cole, Nickel Ashmeade, Usain Bolt), Finale am 18. August
- Landesrekorde:
  - 38,46 s – Spanien (Eduard Viles, Sergio Ruiz, Bruno Hortelano, Ángel David Rodríguez), 1. Vorlauf am 18. August
  - 38,94 s – Barbados (Andrew Hinds, Levi Cadogan, Shane Brathwaite, Ramon Gittens), 2. Vorlauf am 18. August
  - 38,70 s – Bahamas (Adrian Griffith, Warren Fraser, Jamial Rolle, Shavez Hart), 3. Vorlauf am 18. August

## Doping
Mitglied der australischen Staffel war Joshua Ross. Der Athlet erhielt eine zweijährige Sperre, nachdem er drei Doping-Tests versäumt hatte. Seine Resultate unter anderem von diesen Weltmeisterschaften über 200 Meter – hier war Ross im Vorlauf ausgeschieden – und mit der 4-mal-100-Meter-Staffel, die ihren Vorlauf nicht beendet hatte, wurden gestrichen.

## Vorrunde
Die Vorrunde wurde in drei Läufen durchgeführt. Die ersten beiden Staffeln pro Lauf – hellblau unterlegt – sowie die darüber hinaus zwei zeitschnellsten Teams – hellgrün unterlegt – qualifizierten sich für das Finale.

### Vorlauf 1
18. August 2013, 16:50 Uhr
| Platz | Staffel             | Besetzung                                                                     | Zeit (s) |
| ----- | ------------------- | ----------------------------------------------------------------------------- | -------- |
| 1     | Großbritannien      | Richard Kilty (Vorlauf) Harry Aikines-Aryeetey James Ellington Dwain Chambers | 38,12    |
| 2     | Jamaika             | Nesta Carter Kemar Bailey-Cole Warren Weir (Vorlauf) Oshane Bailey (Vorlauf)  | 38,17    |
| 3     | Trinidad und Tobago | Jamol James (Vorlauf) Keston Bledman Rondel Sorrillo Richard Thompson         | 38,38    |
| 4     | Spanien             | Eduard Viles Sergio Ruiz Bruno Hortelano Ángel David Rodríguez                | 38,46 NR |
| 5     | Polen               | Robert Kubaczyk Grzegorz Zimniewicz Karol Zalewski Kamil Kryński              | 38,51    |
| 6     | Südkorea            | Oh Kyung-su Cho Kyu-won Yoo Min-woo Kim Kuk-young                             | 39,00    |
| 7     | Russland            | Alexander Kjutte Konstantin Petrjaschow Roman Smirnow Alexander Brednew       | 39,01    |
| 8     | Venezuela           | Jermaine Chirinos Diego Rivas Álvaro Cassiani Albert Bravo                    | 39,14    |

### Vorlauf 2
18. August 2013, 16:58 Uhr
| Platz | Staffel             | Besetzung                                                 | Zeit (s) |
| ----- | ------------------- | --------------------------------------------------------- | -------- |
| 1     | USA                 | Charles Silmon Mike Rodgers Rakieem Salaam Justin Gatlin  | 38,06    |
| 2     | Japan               | Yoshihide Kiryu Kenji Fujimitsu Kei Takase Shōta Iizuka   | 38,23    |
| 3     | Ukraine             | Ruslan Perestjuk Serhij Smelyk Ihor Bodrow Witalij Korsch | 38,57    |
| 4     | Barbados            | Andrew Hinds Levi Cadogan Shane Brathwaite Ramon Gittens  | 38,94 NR |
| 5     | Volksrepublik China | Guo Fan Liang Jiahong Su Bingtian Zhang Peimeng           | 38,95    |
| 6     | Frankreich          | Emmanuel Biron Méba-Mickaël Zézé Arnaud Remy Jimmy Vicaut | 38,97    |
| 7     | Hongkong            | Tang Yik Chun Lai Chun Ho Ng Ka Fung Tsui Chi Ho          | 39,10    |

### Vorlauf 3
18. August 2013, 17:06 Uhr
| Platz | Staffel             | Besetzung                                                          | Zeit (s) |
| ----- | ------------------- | ------------------------------------------------------------------ | -------- |
| 1     | Deutschland         | Lucas Jakubczyk Sven Knipphals Julian Reus Martin Keller           | 38,13    |
| 2     | Kanada              | Gavin Smellie Aaron Brown Dontae Richards-Kwok Justyn Warner       | 38,29    |
| 3     | Niederlande         | Brian Mariano Churandy Martina Liemarvin Bonevacia Hensley Paulina | 38,41    |
| 4     | Italien             | Michael Tumi Matteo Galvan Diego Marani Delmas Obou                | 38,49    |
| 5     | St. Kitts und Nevis | Leastrod Roland Jason Rogers Antoine Adams Allistar Clarke         | 38,58    |
| 6     | Bahamas             | Adrian Griffith Warren Fraser Jamial Rolle Shavez Hart             | 38,70 NR |
| 7     | Chinesisch Taipeh   | Wang Wen-tang Liu Yuan-kai Pan Po-yu Lo Yen-yao                    | 38,72    |
| DOP   | Australien          | Tim Leathart Joshua Ross Andrew McCabe Jarrod Geddes               | DNF      |

## Finale
18. August 2013, 18:40 Uhr
| Platz | Staffel             | Besetzung | Zeit (s)                      |
| ----- | ------------------- | --- | ----------------------------- |
| 1     | Jamaika             | Nesta Carter Kemar Bailey-Cole Nickel Ashmeade (Finale) Usain Bolt (Finale) im Vorlauf außerdem: Warren Weir Oshane Bailey | 37,36 WL                      |
| 2     | USA                 | Charles Silmon Mike Rodgers Rakieem Salaam Justin Gatlin                                                                   | 37,66                         |
| 3     | Kanada              | Gavin Smellie Aaron Brown Dontae Richards-Kwok Justyn Warner                                                               | 37,92                         |
| 4     | Deutschland         | Lucas Jakubczyk Sven Knipphals Julian Reus Martin Keller                                                                   | 38,04                         |
| 5     | Niederlande         | Brian Mariano Churandy Martina Liemarvin Bonevacia Hensley Paulina                                                         | 38,37                         |
| 6     | Japan               | Yoshihide Kiryu Kenji Fujimitsu Kei Takase Shōta Iizuka                                                                    | 38,39                         |
| 7     | Trinidad und Tobago | Ayodele Taffe (Finale) Keston Bledman Rondel Sorrillo Richard Thompson im Vorlauf außerdem: Jamol James                    | 38,57                         |
| DSQ   | Großbritannien      | Adam Gemili (Finale) Harry Aikines-Aryeetey James Ellington Dwain Chambers im Vorlauf außerdem: Richard Kilty              | IAAF Rule 170.7 Wechselfehler |

## Video
- 4x100m Staffel Männer Leichtathletik WM 2013, youtube.com, abgerufen am 22. Juli 2017